# Sent Laurenç de Vèires
Sent Laurenç de Vèires (en francès Saint-Laurent-de-Veyrès) és un municipi francès situat al departament del Losera i a la regió d'Occitània.